# Anouck Errard
Anouck Errard (Sallanches, 25 febbraio 1999) è un'ex sciatrice alpina francese.

## Biografia
Specialista delle prove veloci originaria di Les Contamines-Montjoie e attiva dal novembre del 2015, Anouck Errard ha esordito in Coppa Europa il 25 gennaio 2016 a Châtel in supergigante (53ª); in Coppa del Mondo ha debuttato il 18 dicembre 2020 a Val-d'Isère in discesa libera (45ª) e ha conquistato il miglior risultato il 21 gennaio 2023 a Cortina d'Ampezzo nella medesima specialità (30ª). Ai Mondiali di Courchevel/Méribel 2023, sua unica presenza iridata, si è classificata 21ª nella discesa libera, la solo gara disputata dalla Errard; ha preso per l'ultima volta il via in Coppa del Mondo il 3 marzo 2024 a Kvitfjell in supergigante (40ª) e si è ritirata al termine di quella stessa stagione 2023-2024: la sua ultima gara in carriera è stata lo slalom gigante dei Campionati francesi 2024, disputato il 5 aprile a Megève. Non ha preso parte a rassegne olimpiche.

## Palmarès

### Coppa del Mondo
- Miglior piazzamento in classifica generale: 122ª nel 2023

### Coppa Europa
- Miglior piazzamento in classifica generale: 47ª nel 2023

### Campionati francesi
- 1 medaglia:
  - 1 oro (discesa libera nel 2023)